# Peligrosa
Peligrosa ist ein Lied des marokkanischen Rappers Lartiste und des kolumbianischen Sängers Karol G, das 2018 aufgenommen und am 31. Januar 2019 auf YouTube veröffentlicht wurde.

## Musikvideo
Am 31. Januar 2019 wurde das Musikvideo zu Peligrosa erstmals auf YouTube veröffentlicht und verzeichnet bislang über 29 Millionen Aufrufe (Stand: 1. Juni 2021).

## Kommerzieller Erfolg

### Chartplatzierungen
| ChartsChartplatzierungen | Höchstplatzierung | Wochen |
| ------------------------ | ----------------- | ------ |
| Frankreich (SNEP)        | 94 (11 Wo.)       | 11     |

### Auszeichnungen für Musikverkäufe
| Land/Region       | Auszeichnungen für Musikverkäufe (Land/Region, Auszeichnung, Verkäufe) | Verkäufe |
| ----------------- | ---------------------------------------------------------------------- | -------- |
| Frankreich (SNEP) | Gold                                                                   | 100.000  |
| Insgesamt         | 1× Gold ·                                                              | 100.000  |

Hauptartikel: Karol G/Auszeichnungen für Musikverkäufe